# David Thesmar
Pour les articles homonymes, voir Thesmar.
David Thesmar est un économiste français né le 3 juillet 1972. Après avoir été professeur à HEC Paris (2005-2016), il est, depuis septembre 2016, Franco Modigliani Professor of Financial Economics au Massachusetts Institute of Technology (Sloan School of Management).

## Biographie
David Thesmar est diplômé de l'École polytechnique, intégrée en 1992, et de l'École nationale de la statistique et de l'administration économique (ENSAE). Il obtient un master à la London School of Economics en 1997, puis un doctorat d'économie à l'École des hautes études en sciences sociales en 2000.
Administrateur de l’Institut national de la statistique et des études économiques (Insee), il a été chercheur au Crest, conjoncturiste à l’Insee puis professeur à l'ENSAE (2002-2005). Il a enseigné à l'École normale supérieure (Ulm), l'École polytechnique (2004-2005) et à la London School of Economics. En 2005, il entre comme professeur associé au sein du département finance et économie d'HEC Paris. Il enseigne aussi à l'école d'économie de Paris et à l'ENSAE.
De 2015 à 2016, il est professeur invité à la Haas School of Business de l'université de Californie à Berkeley.
Il est spécialisé en économie financière. Il a commencé par travailler sur la modification de la demande de travail et la hausse des inégalités, l'organisation et la gouvernance d'entreprise, et la finance comportementale (agents non rationnels). Depuis quelques années et en lien avec la crise, ses travaux s'orientent davantage vers l'économie bancaire, la création d'entreprises, et le marché immobilier.
En 2007 — soit peu de temps avant la crise des subprimes —, il estime, dans un article écrit en collaboration avec Augustin Landier intitulé Le mégakrach n'aura pas lieu et paru dans Les Échos (n°19970) du 27 juillet que « le danger d'une explosion financière, et donc le besoin de régulation, n'est peut-être pas si grand qu'on ne le pense » : le risque que survienne un krach boursier à court et moyen terme est un « scénario pessimiste », les hedge funds comme la titrisation réduisant selon lui fortement les mécanismes conduisant à un effondrement boursier. À la suite de la crise, il mènera, dans La société translucide (Fayard, 2010), une réflexion sur le rôle et les limites de la régulation. Une thèse du livre est que la régulation doit passer par la transparence et la mise en ligne systématique des données publiques.
En février 2010, il milite pour un défaut sur la dette souveraine grecque. Selon lui, la zone euro, avec l'appui de la France, sacrifie les peuples des pays périphériques en refusant une recapitalisation des banques et des restructurations souveraines,.
Il demande la publication sur internet des données sur les conflits d'intérêts en politique et dans l'administration en juillet 2010. En mai 2012, il milite pour la mise en place de class-actions à la française.
Il est depuis 2008 membre du Conseil d'analyse économique, et a produit à ce titre plusieurs rapports et notes, sur la fiscalité du capital, le financement du patrimoine culturel, la protection du consommateur et le droit des défaillances d'entreprise.
Il est membre du Cercle des économistes et chroniqueur au quotidien français Les Échos. David Thesmar intervient également dans l'émission de France Culture L'Économie en questions.

## Controverses
En juillet 2022, les Uber Files dévoilent que Uber a rémunéré des experts dont Augustin Landier et David Thesmar pour réaliser des études sur mesure et prendre sa défense dans les médias. L'étude commandée mentionnait notamment que les chauffeurs de la plate-forme gagneraient près du double du smic, alors qu'elle a choisi de ne pas comptabiliser les chauffeurs ayant délaissé l'application, et de maquiller qu'il s’agit d’un résultat brut ne prenant pas en compte les charges des chauffeurs : achat ou location de véhicule, carburant et assurances! Selon des échanges dévoilés par Le Monde en avril 2023, avant même d'avoir commencé l'étude, il écrivait à Uber dans des messages co-signés avec Augustin Landier que « le message clé est que si Uber ne crée pas d’emplois salariés traditionnels, ces emplois ne doivent pas être vus comme mauvais : ils sont flexibles, paient bien […], le revenu total est stable […] et ces emplois peuvent être combinés avec d’autres activités », et que le contenu de son étude « pourra[it] être utile dans le cadre de [leurs] relations publiques ».

## Distinctions
Il a obtenu en 2007 le Prix du meilleur jeune économiste de France, décerné par Le Monde et le Cercle des économistes. Le 17 octobre 2007 il a reçu le prix HEC du chercheur de l'année 2007.

## Publications

### Ouvrages non académiques
- David Thesmar, Augustin Landier, Le grand méchant marché : Décryptage d'un fantasme français, Paris, Flammarion, 2007, 181 p. (ISBN 978-2-08-121307-4, OCLC 191695850)
- David Thesmar et Augustin Landier, La société translucide. Pour en finir avec le mythe de l'État bienveillant, Paris, Fayard, 2010, 285 p. (ISBN 978-2-213-65495-9 et 2-213-65495-6, OCLC 631652315)
- Valoriser le patrimoine culturel de la France (CAE 97), avec Françoise Benhamou, Rapports du CAE, La Documentation Française, Paris, 2011
- Augustin Landier et David Thesmar, 10 idées qui coulent la France, Paris, Flammarion, 2013, 158 p. (OCLC 889704529)
- Augustin Landier et David Thesmar, Le prix de nos valeurs : Quand nos idéaux se heurtent à nos désirs matériels, Flammarion, 2022 (ISBN 978-2080256676)

### Principaux articles académiques
- (en) David Thesmar et Mathias Thoenig, « Creative Destruction and Organization Change », Quarterly Journal of Economics, vol. 115, no 4,‎ novembre 2000, p. 1201-1237 (DOI 10.1162/003355300555051).
- (en) « Identifying Dynamic Discrete Choice Models » Econometrica, mars 2002 (en coll. avec T. Magnac).
- (en) « Changes in the Functional Structure of Firms and the Demand for Skill » Journal of Labor Economics, juillet 2004, vol. 22, no 3 (en coll. avec E. Maurin).
- (en) « On the Relation Between Organisational Practices and New Technologies: the Role of (Time Based) Competition » Economic Journal, janvier 2006, vol. 116, no 508, p. 128-154 (en coll. avec P. Askenazy, M. Thoenig).
- (en) « Banking deregulation and Industry Structure: Evidence From the French Banking Act of 1985 » Journal of Finance, avril 2007, vol. 62, no 2, p. 597-628 (en coll. avec M. Bertrand, A. Schoar).
- (en) « Performance and Behavior of Family Firms: Evidence From the French Stock Market » Journal of the European Economic Association, juin 2007, vol. 5, no 4, p. 709-751 (en coll. avec D. Sraer).
- (en) « Financial Risk Management: Why Did Independence Fail? » American Economic Review P&P, mai 2009 (en coll. avec D. Sraer et A. Landier)
- (en) « Optimal Dissent in Organizations » Review of Economic Studies, mars 2009 (en coll. avec D. Sraer et A. Landier)
- (en) « Growth LBOs » Journal of Financial Economics, novembre 2011 (en coll. avec Q. Boucly et D. Sraer)
- (en) « The Collateral Channel: How Real Estate Shocks Affect Corporate Investment » American Economic Review, 2012 (en coll avec T.Chaney et D. Sraer)
- (en) « Social Networks in the Boardroom » Journal of the European Economic Association, 2013, (en coll. avec F. Kramarz)